# タヒチ・ディビジョン・フェデレール
タヒチ・ディビジョン・フェデレール（フランス語: Tahiti Division Fédérale）は1948年に創設されたタヒチにおける国内最高峰のサッカーリーグである。

## 参加クラブ（2011-2012）
| クラブ名               | ホームタウン |
| ---------------------- | ------------ |
| ASセントラル・スポルト | パペーテ     |
| ASドラゴン             | パペーテ     |
| ASマヌ・ウラ           | パペーテ     |
| ASピレー               | ピレー       |
| ASロニュー             | パペーテ     |
| ASタマリイ             | ファアー     |
| ASタマリイ・プナルー   | パペーテ     |
| ASテファナ             | ファアー     |
| ASヴァイェテ           | パペーテ     |
| ASヴェニュス           | マヒナ       |
| U-20タヒチ代表         | パペーテ     |

## 歴代優勝クラブ
| - 1948: ASフェイ・ピ - 1949: ASフェイ・ピ - 1950: ASフェイ・ピ - 1951: ASフェイ・ピ - 1952: ASエクセルシオール - 1953: ASヴェニュス - 1954: ASジュネス・タヒティエン - 1955: ASセントラル・スポルト - 1956: ASエクセルシオール - 1957: ASエクセルシオール - 1958: ASセントラル・スポルト - 1959: ASエクセルシオール - 1960: ASエクセルシオール - 1961: ASジュネス・タヒティエン - 1962: ASセントラル・スポルト - 1963: ASセントラル・スポルト - 1964: ASセントラル・スポルト - 1965: ASセントラル・スポルト - 1966: ASセントラル・スポルト - 1967: ASセントラル・スポルト - 1968: ASフェイ・ピ - 1969: ASジュネス・タヒティエン | - 1970: ASフェイ・ピ - 1971: ASフェイ・ピ - 1972: ASセントラル・スポルト - 1973: ASセントラル・スポルト - 1974: ASセントラル・スポルト - 1975: ASセントラル・スポルト - 1976: ASセントラル・スポルト - 1977: ASセントラル・スポルト - 1978: ASセントラル・スポルト - 1979: ASセントラル・スポルト - 1980: ASアルエ - 1981: ASセントラル・スポルト - 1982: ASセントラル・スポルト - 1983: ASセントラル・スポルト - 1984: AS PTT - 1985: ASセントラル・スポルト - 1986: ASエクセルシオール - 1987: ASジュネス・タヒティエン - 1988: ASエクセルシオール - 1989: ASピレー - 1990: ASヴェニュス | - 1991: ASピレー - 1992: ASヴェニュス - 1993: ASピレー - 1994: ASピレー - 1995: ASヴェニュス - 1996: ASマヌ・ウラ - 1997: ASヴェニュス - 1998: ASヴェニュス - 1999: ASヴェニュス - 2000: ASヴェニュス - 2001: ASピレー - 2002: ASヴェニュス - 2003: ASピレー - 2004: ASマヌ・ウラ - 2005: ASピレー - 2005-06: ASピレー - 2006-07: ASマヌ・ウラ - 2007-08: ASマヌ・ウラ - 2008-09: ASマヌ・ウラ - 2009-10: ASテファナ - 2010-11: ASテファナ | - 2011-12: ASドラゴン - 2012-13: ASドラゴン - 2013-14: ASピレー - 2014-15: ASテファナ - 2015-16: ASテファナ - 2016-17: ASドラゴン - 2017-18: ASセントラル・スポルト - 2018-19: ASヴェニュス - 2019-20: ASピレー |

## リーグ優勝回数
| 優勝クラブ                           | 優勝回数 |
| ------------------------------------ | -------- |
| ASセントラル・スポルト               | 21       |
| ASヴェニュス                         | 10       |
| ASピレー                             | 9        |
| ASエクセルシオール ASフェイ・ピ      | 7        |
| ASマヌ・ウラ                         | 5        |
| ASテファナ                           | 5        |
| ASジュネス・タヒティエン             | 3        |
| ASドラゴン                           | 3        |
| ASアルエ AS PPT ASタマリイ・プナルー | 1        |